# The Bollock Brothers
The Bollock Brothers zijn een Britse band die punk- en newwavemuziek maakt. De band is met een reeks cultnummers beroemd geworden. Hun album Last Will & Testament (2009) is opgedragen aan hun oude toetsenist 'Big Mark' Humphries, die op 31 maart 2008 overleed.

## Bezetting
De huidige leden zijn Jock McDonald (zang), Chris McKelvey (gitaar), Richard Collins (basgitaar), Klaus Fiehe, Patrick Pattyn (drums) Ciaran Crossan (gitaar) en Morgan Michaux (keyboard).
Zanger Jock McDonald kwam in de nacht van 26 juli 2025 bij een tragisch zwemongeluk om het leven.

## Geschiedenis
The Bollock Brothers werden in 1983 opgericht door frontman Jock McDonald, van Schotse komaf. Ze gingen meteen de controversiële toer op door het album van de Sex Pistols volledig te coveren in een elektroversie. Afgezien van hun voor sommigen aanstootgevende naam ('bollocks' kan zowel, in grof taalgebruik, kloten als onzin betekenen), vielen ze op door hun spottende, ironische teksten en vrolijk cynisme. De single 'God Save the Queen' werd onmiddellijk een succes. Gedurende de jaren tachtig verwierf de band een grote status in de alternatieve muziekscene; ze spreidde een opvallende aandacht voor ongebruikelijke onderwerpen tentoon. Bekende cultsongs waren onder andere 'The Bunker' (over Albert Speer), 'Harley David (Son of a Bitch)' en 'Horror Movies'.
Na een stille periode in de vroege jaren negentig kwam de band in 1996 weer samen. Tot de vaste leden behoren Mark Humphrey op de synthesizer en de Belg Pat Pattyn (vroeger van Nacht und Nebel) op de drum. In de jaren tachtig maakten ook Serge Feys van TC Matic en Bart Peeters deel uit van de band; The Bollock Brothers treden derhalve vaak in België op. Mark Humphrey overlijdt op 31 maart 2008.
De groep maakte vele parodieën van bestaande nummers; naast een heleboel Sex Pistolsnummers maakten ze zo ook een eigen versie van 'Monster Mash' van Bobby Pickett. Ze schijnen een obsessie voor horror pulp te hebben: 'Drac's back' en 'For your Blood' gaan over vampirisme. Ook met religieuze thema's spelen ze ('Faith Healer', 'The 4 Horsemen of the Apocalypse', 'Jesus Lived Six Years Longer than Kurt Cobain'). Zangeres Lolita voegt geregeld teksten in het Frans toe (zoals in 'Wilde Anthology', over Oscar Wilde). Over het algemeen maken ze originele muziek, die naast punkinvloeden ook wave met een gothicrandje verraadt. The Bollock Brothers zijn van relatief groot belang in de niet-commerciële muziekscene.

## Discografie

### Studioalbums
- 1983: The Last Supper
- 1983: Never Mind the Bollocks
- 1985: The 4 Horsemen of the Apocalypse
- 1987: The Prophecies of Nostradamus
- 1989: Mythology
- 1991: The Dead Sea Scrolls (als the Famous B. Brothers)
- 1996: Blood, Sweat and Beers
- 2009: Last Will and Testament

### Livealbums
- 1984: Live Performances (Charly) January 1984
- 1986: In Private in Public (Charly) December 1986 (as the Famous Bollock Brothers)
- 2012: Live & Dangerous (MBC) March 2012
- 2013: 10 in a Row, Here We Go – Live at Coesfeld Fabrik (EmuBands), September 2013

### Singles
- 1979: One of the Lads (als 4" Be 2")
- 1980: Frustration (als 4" Be 2")
- 1980: The Bunker
- 1980: Good Old Arsenal (als the Sex Bristols)
- 1980: Why Won't Rangers Sign a Catholic? (als Pope Paul & the Romans)
- 1981: The Act Became Real
- 1981: All of the Lads (als 4" Be 2")
- 1981: We'll Be There (als Rabbie Burns + the Ticket Touts)
- 1982: The Slow Removal of Vincent van Gogh's Left Ear
- 1983: Dracs Back (als Red Lipstique)
- 1983: Oscar Wilde (als Red Lipstique)
- 1983: Horror Movies (als the B.B.s)
- 1983: Are You Durty (als Jock McDonald's Indecent Exposure Show)
- 1983: God Save the Queen (als Michael Fagan en the Bollock Brothers)
- 1983: Shame, Shame, Shame (als Red Lipstique)
- 1984: The Prince and the Showgirl
- 1985: Legend of the Snake (als the Famous B. Brothers)
- 1986: Dracs Back (als the Famous Bollock Brothers)
- 1986: Faith Healer (als the Bollock Brothers)
- 1986: Return of the Vampyre (split 12" single met Sex Pistol])
- 1987: Harley David (Play It Again Sam)
- 1988: God Created Woman
- 1988: Brigitte Bardot
- 1992: Don't Call Us, We Call You
- 1995: My Way
- 1996: Where Is My Girl
- 2005: Cyber Polaroid (als the Bollock Brothers feat. Lolita)
- 2010: The French Connection feat. Le Hand of Le Frog

### Compilatiealbums
- 1981: D Wing (als 4" Be 2")
- 1986: Bollock Brothers, Bollock Sisters
- 1986: '77-'78-'79
- 1986: Family Album (als The Lydons and The O'Donnells)
- 1993: 14 Carat Gold - The Best Of The Bollock Brothers
- 1994: The Best Of The Bollocks
- 1994: Dancin' Masters (Past & Present)
- 1996: The Sex Pistols Vs. The Bollock Brothers (split-cd met Sex Pistols)
- 2000: What A Load Of Bollocks!
- 2001: 25th Anniversary
- 2001: Jesus Lives
- 2002: Twice The Balls
- 2007: Ladykillers

### VHS video's
- 1986: Home Video
- 1987: Live In Europe
- ####: Home Video & Live In Europe 2xVHS Boxset